# Bohinjsko jezero
Bohinjsko jezero je najveće stalno prirodno jezero u Sloveniji, koje se nalazi na južnoj strani Julijskih Alpa. 
Jezero je ledenjačko-tektonskog porijekla. Glavni pritok jezera je rijeka Savica. Bohinjsko jezero je protočno - iz jezera istječe rječica Jezernica i nakon 100 m spaja s potokom Mostnica, koja dolazi iz doline Voj, i tvore Savu Bohinjku (Sava). Na sjevernom rubu jezera je više podvodnih krških izvora, a najpoznatiji je Govic. Bohinjsko jezero je 1981. uključeno u sastav Triglavskog nacionalnog parka.

## Opći podaci
- dužina: 4.350 m (najduža dijagonala)
- najveća širina: 1250 m (S-J)
- najveća dubina: 45 m
- površina jezera: 318 ha
- dužina jezerske obale: 10.900 m.
- nadmorska visina: 525 metara
- koordinate 46°17′02″N 13°51′37″E / 46.28389°N 13.86028°E